# 拉平塔達 (拉平塔達區)
拉平塔達（西班牙語：La Pintada），是巴拿馬的城鎮，位於該國中部，由科克萊省的拉平塔達區負責管轄，面積84.6平方公里，海拔高度68米，2010年人口3,882，人口密度每平方公里45.9人。